# Pausânias de Oréstide
Pausânias de Oréstide (grego antigo: Παυσανίας ἐκ τῆς Ὀρεστίδος) era um membro do guarda-costas pessoal de Filipe II da Macedônia, ele assassinou Filipe II em 336 a.C. 
Foi morto enquanto fugia do assassinato. Pausânias matou Filipe II na cerimônia de casamento da filha de Filipe II, Cleópatra, com Alexandre I de Epiro, no entanto, após o assassinato, enquanto fugia para o portão da cidade para escapar Pausânias tropeçou em uma raiz de videira e foi ferido por vários guarda-costas de Filipe.

## Motivo como um assassino
A história mais popular que explica o assassinato vem de Diodoro Sículo e Aristóteles. Segundo Diodoro, o general Átalo culpou Pausânias de Orestis pela morte de seu amigo, que confusamente também se chamava Pausânias. Filipe e Pausânias de Orestis já foram amantes, mas o caso acabou e Filipe II iniciou um novo caso com Pausânias, o amado de Átalo.
Pausânias de Orestis, sentindo-se rejeitado, insultou em público seu rival romântico Pausânias, o amante do general Átalo. Para garantir sua honra pública, Pausânias, o amante do general Átalo, imprudentemente colocou-se em perigo na batalha enquanto protegia o rei. Devastado pelo suicídio efetivo de seu amado, Átalo buscou punir Pausânias de Orestis embebedando o homem e estuprando-o. Por uma série de razões, Filipe II não puniu Átalo pelo estupro da ex-amante de Filipe II; provavelmente como um consolo, Pausânias de Orestis foi promovido ao posto de somatofilax (tradução literal do grego, significa "guarda-costas.).

## Morto enquanto fugia e julgamento de co-conspiradores
Pausânias matou Filipe II na cerimônia de casamento da filha de Filipe II, Cleópatra, com Alexandre I de Épiro; no entanto, após o assassinato, enquanto fugia para o portão da cidade a fim de escapar, Pausânias tropeçou em uma raiz de videira e foi morto por vários guarda-costas de Filipe II, incluindo Átalo (não o general que abusou de Pausânias, mas em vez disso, filho de Andromenes, o Stymphaean), Leonato e Pérdicas, que também eram guarda-costas e amigos de Alexandre.
O assassinato foi certamente premeditado, pois cavalos foram encontrados perto de onde Pausânias havia tentado fugir.

## Memorial suspeito
O filho e sucessor de Filipe II, Alexandre, crucificou o cadáver de Pausânias. No entanto, assim que Alexandre deixou a Macedônia, Olímpia, ergueu um memorial a Pausânias.